# یوئل فینول
یوئل فینول (اسپانیایی: Yoel Finol‎؛ زادهٔ ۲۱ سپتامبر ۱۹۹۶) بوکسور اهل ونزوئلا است.